# Двама по пътя
„Двама по пътя“ (на английски: Two for the Road) е драматична и романтична комедия на режисьора Стенли Донън, която излиза на екран през 1967 година.

## Сюжет
Архитект Марк Уолъс и съпругата му Джоана тръгват на пътешествие преди обмислен развод, бракът им е на ръба на колапса. Сюжетът преминава през много епизоди от живота на двойката в непоследователен ред. Започвайки от момента на тяхното запознаване, което позволява да се проследи еволюцията на тяхната връзка. Може ли любовта, която някога ги е поразила в просторите на Южна Франция, да бъде безвъзвратно изчезнала? Или може би не всичко е загубено?

## В ролите
| Актьор           | Роля                         |
| ---------------- | ---------------------------- |
| Одри Хепбърн     | Джоана Уолъс                 |
| Албърт Фини      | Марк Уолъс                   |
| Елинор Брон      | Кати Максуел-Манчестър       |
| Уилям Даниелс    | Хауърд Максуел-Манчестър     |
| Клод Дофен       | Морис Дълбрет                |
| Надя Грей        | Франсоаз Дълбре              |
| Габриел Мидълтън | Рут (Рути) Максуел-Манчестър |
| Жорж Декриер     | Дейвид                       |
| Жаклин Бисет     | Джаки                        |